# Бёрнс, Томас Мэттью
Томас Мэттью Бёрнс (англ. Thomas Matthew Burns SM ; род. 3 июня 1944, Белфаст, Северная Ирландия) — католический прелат, ординарий Военного ординариата Великобритании с 25 мая 2002 по 10 октября 2008 года, епископ Меневии с 10 октября 2008 по 11 июля 2019 года.

## Биография
Томас Мэттью Бёрнс родился 3 июня 1944 года в городе Белфаст, Северная Ирландия. После окончания колледжа Пресвятой Девы Марии в Блэкберне вступил в монашескую конгрегацию «Общество Марии». 16 декабря 1971 года был рукоположён в священника, после чего занимался пастырской деятельностью в различных приходах, преподавал экономику. С 1986 года служил капелланом в Королевском флоте Великобритании. В 1992 году был назначен в Рим на административную работу в конгрегации Общества Марии. В 1994 году вернулся на должность капеллана Королевского флота.
24 мая 2002 года Римский папа Иоанн Павел II назначил Томаса Мэттью Бёрнса ординарием военного ординариата Великобритании. 18 июня 2002 года Томас Мэттью Бёрнс был рукоположён в епископа. 16 октября 2008 года был назначен ординарием епархии Меневии.